# Discografia dei Sunn O)))
Questa voce contiene l'intera discografia dei Sun O))), gruppo musicale drone metal statunitense attivo dal 1998.

## Album

### Album in studio
- 2000 – ØØ Void
- 2002 – Flight of the Behemoth
- 2003 – White1
- 2004 – White2
- 2005 – Black One
- 2006 – Altar (con i Boris)
- 2009 – Monoliths & Dimensions
- 2014 – Terrestrials (con gli Ulver)
- 2014 – Soused (con Scott Walker)
- 2015 – Kannon
- 2019 – Life Metal
- 2019 – Pyroclasts

### Album di remix
- 2011 – The Iron Soul of Nothing (con i Nurse with Wound)

### Album dal vivo
- 2004 – Live White
- 2006 – La Mort Noir dans Esch/Alzette
- 2008 – O))) Presents... Pentemple
- 2008 – Dømkirke
- 2009 – Live at Primavera Sound Festival 2009 on WFMU
- 2009 – (初心) GrimmRobes Live 101008
- 2011 – Agharti Live 09-10
- 2012 – Rehearsal Demo Nov 11 2011
- 2014 – LA Reh 012
- 2016 – Nešit'
- 2018 – Downtown LA Rehearsal/Rifftape March 1998
- 2021 – Metta, Benevolence

### Raccolte
- 2006 – White

## Extended play
- 2004 – CroMonolithic Remixes for an Iron Age
- 2006 – Angel Coma (split con gli Earth)
- 2007 – Oracle

## Demo
- 1998 – The Grimmrobe Demos

## Singoli
- 2003 – Veils It White
- 2005 – Candlewolff ov Thee Golden Chalice